# Capital City 300 1963
Capital City 200 1963 var ett stockcarlopp ingående i Nascar Grand National Series (nuvarande Nascar Cup Series) som kördes 8 september 1963 på den 0,5 mile (805 meter) långa ovalbanan Atlantic Rural Fairgrounds i Richmond i Virginia. Totalt avverkades 150 miles (241,401 km) fördelat på 300 varv. Banunderlaget var dirt. Loppet vanns av Ned Jarrett i en Ford på tiden 2:15.04 körande för Burton-Robinson. Jarrets snitthastighet var 66,339 mph. Han var vid målgång ensam förare på ledarvarvet, två varv före tvåan Rex White. Prispotten uppgick till 10 585 dollar, varav 2 200 dollar gick till segraren.

## Resultat
| Plc     | Nr | Förare          | Team/ bilägare        | Konstruktör | Start | Varv | Ledda varv |
| ------- | -- | --------------- | --------------------- | ----------- | ----- | ---- | ---------- |
| 1       | 11 | Ned Jarrett     | Burton-Robinson       | Ford        | 7     | 300  | 57         |
| 2       | 4  | Rex White       | Rex White             | Mercury     | 5     | 298  | 98         |
| 3       | 99 | Larry Frank     | Bondy Long            | Ford        | 12    | 293  | 0          |
| 4       | 03 | G.C. Spencer    | GC Spencer Racing     | Chevrolet   | 9     | 291  | 0          |
| 5       | 28 | Fred Lorenzen   | Holman Moody          | Ford        | 8     | 289  | 0          |
| 6       | 41 | Richard Petty   | Petty Enterprises     | Plymouth    | 3     | 286  | 0          |
| 7       | 35 | Ray Hendrick    | i.u.                  | Pontiac     | 18    | 285  | 0          |
| 8       | 83 | Worth McMillion | Worth McMillion       | Pontiac     | 15    | 275  | 0          |
| 9       | 32 | Tiny Lund       | Dave Kent             | Ford        | 16    | 275  | 0          |
| 10      | 36 | Larry Thomas    | Wade Younts           | Dodge       | 19    | 273  | 0          |
| 11      | 19 | Cale Yarborough | Herman Beam           | Ford        | 14    | 270  | 0          |
| 12      | 47 | Jack Smith      | Jack Smith            | Plymouth    | 2     | 266  | 0          |
| 13      | 96 | Jimmy Massey    | Hubert Westmoreland   | Chevrolet   | 23    | 266  | 0          |
| 14      | 34 | Wendell Scott   | Scott Racing          | Chevrolet   | 11    | 262  | 0          |
| 15      | 6  | David Pearson   | Owens Racing          | Dodge       | 4     | 254  | 0          |
| 16      | 20 | Jack Anderson   | Zervakis Enterprises  | Ford        | 21    | 242  | 0          |
| 17      | 33 | Roy Mayne       | C.L. Kilpatrick       | Chevrolet   | 24    | 240  | 0          |
| 18      | 62 | Curtis Crider   | Curtis Crider         | Mercury     | 17    | 237  | 0          |
| 19      | 17 | Bob Welborn     | Fred Harb             | Pontiac     | 22    | 233  | 0          |
| 20      | 54 | Jimmy Pardue    | Pete Stewart          | Ford        | 20    | 175  | 0          |
| 21      | 8  | Joe Weatherly   | Bud Moore Engineering | Mercury     | 1     | 165  | 145        |
| 22      | 87 | Buck Baker      | Buck Baker Racing     | Pontiac     | 6     | 124  | 0          |
| 23      | 09 | Larry Manning   | Bob Adams             | Chevrolet   | 10    | 98   | 0          |
| 24      | 86 | Neil Castles    | Buck Baker Racing     | Chrysler    | 25    | 90   | 0          |
| 25      | 3  | Junior Johnson  | Fox Racing            | Chevrolet   | 13    | 62   | 0          |
| 26      | 66 | Elmo Langley    | Ratus Walter          | Ford        | 26    | 8    | 0          |
| Källor: |    |                 |                       |             |       |      |            |